# Бартош Соцько
Бартош Соцко(пол. Bartosz Soćko,10 листопада 1978, П'ясечно) – польський шахіст, багаторазовий чемпіон Польщі, гросмейстер від 1999 року.

## Шахова кар'єра
Бартош розпочав турнірні виступи на юніорських змаганнях. Двічі здобував золоті медалі Чемпіонатів Польщі – до 16 років (Жагань 1994) і до 18 років (Бжег-Дольний 1995). Від 1995 є постійним та успішним учасником фіналів дорослих Чемпіонатів: двічі перемагав (2008, 2013) і 4 рази вигравав срібло (2003, 2005, 2006 та 2007). Багаторазовий чемпіон командних першостей Польщі, дев'ять перемог святкував у складі команди КШ Полонія Варшава (в 1996—2006 роках), натомість у 2010—2013 тричі тріумфував з командою Гетьман Катовіце). Дворазовий чемпіон Польщі з блискавичних шахів (2011, 2012) та тричі переможець у першостях зі швидких шахів (1998, 2002, 2004). П'ять разів вигравав Командні чемпіонати з блискавичних шахів (1995, 1999, 2000, 2001, 2010).
Учасник багатьох виступів польської шахової збірної:
- на Шахових олімпіадах вісім разів захищав національні кольори (в 2000, 2002, 2004, 2006, 2008, 2010, 2012, 2014 роках); медаліст  в індивідуальному заліку – 2000 показав третій результат на IV шахівниці[3];
- семиразовий учасник Командних першостей Європи (1999, 2001, 2003, 2005, 2007, 2009, 2011); має індивідуальне досягнення – срібло на V шахівниці (2003)[4];
- на Командному чемпіонаті світу серед юніорів до 20 років у 1998 став срібним призером одночасно у складі команди і в особистому заліку[5].

На зимовому турнірі Cracovia 1994—1995 у Кракові здобув першу значну турнірну перемогу. 2001 поділив друге місце на відкритому турнірі в Пардубіце. Наступного року поділив (з Володимиром Маланюком) перший приз меморіалу Емануїла Ласкера в Барлінку. 2003 поділив перше місце в Санто-Домінго, пізніше, взимку того ж року був другим у Гастінгсі. 2004 почав з другого місця в Пардубіце, натомість на турнірі Acropolis-B в Афінах став одноосібним переможцем. У 2005 III сходинка Чемпіонату Європейського Союзу в місті Корк. 2006 відмічений тріумфом на відкритому турнірі Біль та другим місцем на Меморіалі Рубінштейна в Поляніці-Здруй. У 2010 виграв відкритий турнір у Бетуні. 2012 року поділив перше місце (з Олександром Арещенком) на Меморіалі Михайла Чигоріна в Петербурзі, того ж року виграв престижний Кубок Росії на турнірі в Ханти-Мансійську. В 2013 році разом із Робіном ван Кампеном був найсильнішим в Ризі, на індивідуальній першості Європи з блискавичних шахів у Варшаві того року став бронзовим призером. 2014 набрав однакову кількість пунктів і посів перше місце з трьома іншими шахістами у Лісабоні. 2015 року виграв турнір в австрійському Граці.
Станом на січень 2016 найвищим рейтинговим досягненням Бартоша Соцко є 2663 пунктів та 81-а позиція в списку ФІДЕ 1 лютого 2014, серед польських шахістів вищий рейтинг мав тоді лише Радослав Войташек.

## Приватне життя

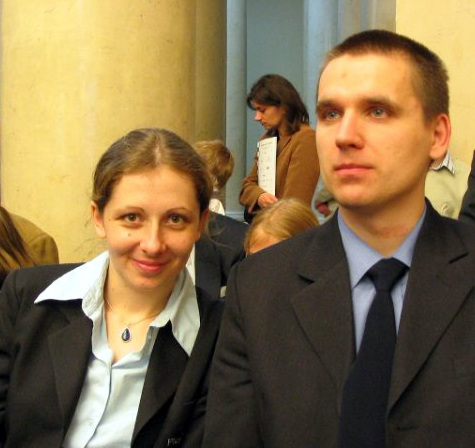
Бартош з дружиною Монікою

Дружина Бартоша, Моніка Соцко (Бобровська), є першою полячкою, що здобула титул гросмейстера, багаторазовою чемпіонкою Польщі, учасницею Олімпіад. Подружжя виховує трьох дітей.
Бартош та Моніка мають унікальне досягнення: вони єдине шахове подружжя, якому вдавалося завоювати чемпіонство і серед жінок, і серед чоловіків (2008 і 2013 року).
2010 року шахіст брав участь у місцевих виборах від Громадянської платформи. Його компанія пройшла під гаслом «Бартош Соцко Конкретна стратегія розвитку» (пол. Bartosz Soćko Konkretna strategia rozwoju).

## Зміни рейтингу
| На цьому місці має відображатися графік чи діаграма, однак з технічних причин його відображення наразі вимкнено. Будь ласка, не видаляйте код, який викликає це повідомлення. Розробники вже працюють для того, щоби відновити штатне функціонування цього графіка або діаграми. | |
| | На цьому місці має відображатися графік чи діаграма, однак з технічних причин його відображення наразі вимкнено. Будь ласка, не видаляйте код, який викликає це повідомлення. Розробники вже працюють для того, щоби відновити штатне функціонування цього графіка або діаграми. |